# 학마을도서관
학마을도서관은 서울특별시 도봉구에 있는 도서관이다.

## 연혁
2009년 : 학마을다사랑센터 개관
2013년: 학마을다사랑센터 내 1~2층 도봉평생학습관 개관

## 시설 현황
- 3-5층 도서관
- 1-2층 도봉구 평생학습관
- 연면적 :    3,837.54m2

## 이용 안내
정기휴관일: 매주 월요일(단, 자유열람실은 09:00~18:00 이용가능,매달 네번째 월요일은 전체휴관)